# Pangkur (plaats)
Pangkur is een bestuurslaag in het regentschap Ngawi van de provincie Oost-Java, Indonesië. Pangkur telt 4624 inwoners (volkstelling 2010).